# Битка за Бању Ковиљачу
Битка за Бању Ковиљачу се одиграла од 1. до 6. септембра 1941. године између четника и партизана на једној и Немаца на другој страни за време Другог светског рата, одмах после ослобођења Лознице 31. августа 1941. Напад на Немце у Бањи Ковиљачи је била прва већа борба између Срба и Немаца, од завршетка Априлског рата. Јадарски четнички одред је извршио напад на Немце, којима је 3. септембра 1941. године стигло појачање, Немци су заједно са Хрватима из Босне вршили демонстративне нападе према Лозници. Међутим, четницима је такође пристигло појачање Церског четничког одреда, који су вршили демонстративне нападе према Шапцу, са циљем како би осујетили покрет Немаца према њиховом угроженом батаљону у Бањи Ковиљачи. Током ових борби Немци су први пут употребили авијацију против српских устаника у Србији. Немци су се 6. септембра 1941. повукли из Бање Ковиљаче. Током ових борби, четници су у исто време бранили прилаз према Лозници из правца Ваљева, тада је дошло до чувене битке на Завлаци. Истовремено, четници су напали Немце и у Крупњу и после тродневних борбе ослободили и ово место. У победама код Лознице, Бање Ковиљаче, Завлаке и Крупња ослобођен је већи део Подриња што је охрабрило српске устанике. Четници су се у наредном периоду повезали са својим снагама у Шумадији, чиме су биле завршене припрема за четнички напад на Ваљево и наступ јачих четничких снага у долину Западне Мораве (Чачак, Краљево, Крушевац). Такође, Церски четнички одред у наредном периоду је наступио према Мачви са циљем напада на Немце у Шапцу.

## Позадина
На састанку четничких официра у манастиру Троноша 30. августа 1941. године донета је одлука о дизању устанка у Подрињу. Четници су 31. августа 1941. ослободили Лозницу, после чега је требало да уследи напад на Немце у Бањи Ковиљачи, где су држали најјаче снаге у овом делу Подриња.

## Битка
Јадарски четнички одред је према унапред утврђеном плану напао Немце у Бањи Ковиљачи 1. септембра 1941. године. У Бањи Ковиљачи Немци су имали знатне снаге, 3. батаљон 738. пешадијског пука, који је био смештен у хотелима Херцеговина и Далмација. Немци су од ова два хотела направили јака одбрамбена утврђења, око којих су поставили бодљикаву жицу и митраљеска гнезда.
Напад на Немце у Бањи Ковиљачи предузео је Јадарски четнички одред, а за команданта ове операције постављен је потпуковник Никола Радовановић. Први јуриш на Немце су извеле јединице под командом капетана Богдана Дрљаче и резевног поручника Георгија Бојића. Међутим, Немци су пружили жесток отпор и успешно одбијали сваки четнички напад, њихов циљ је био да се одрже све док им не стигне појачање најближих гарнизона из Независне Државе Хрватске и из Ваљева, где су Немци држали јаке снаге.
Немци су добили 3. септембра 1941. године и подршку артиљерије са босанске стране (НДХ), поред артиљерије, четничке положаје је напала и авијација, после чега је уследио наступ хрватских снага јачине једног батаљона који је прешао Дрину и напао четничко лево крило на падинама Гучева. Са друге стране, четници под командом поручника Лазара Савића су били потиснути од Немаца и Хрвата који су се пребацили преко Козлука.
Поручник Георгије Бојић се истог дана вратио са појачањем како би зауставио немачко и хрватско напредовање. Такође, Церски четнички одред, под командом Драгослава Рачића је исто пристигао као појачање, после чега су четници кренули у против напад. Велике борбе су вођене у ноћи 4. и 5. септембра 1941. Немци су тада прибегли ратном лукавству, они су поставили испред својих положаја код парка жице кроз коју су пустили струју високог напона. Наредник Обрен Поповић, не знајући за то, одлучио је да се пробије до хотела Херцеговина одакле су Немци жестоком ватром обасипали четничке положаје. Четници су знали да ако падне најјаче немачко утврђење, онада ће пасти и цела Бања. Поповић је са бомбом у руци предводио четнички јуриш. Међутим, на стази налетеше на жицу високог напона и падоше сви као покошени. Погинуло је цело одељење на челу са наредником Поповићем.
Настављене су борбе и током ноћи 5. и 6. септембра 1941. Четници су тада предузели одлучујући јуриш, успели су да се пробију до Хотела Херцеговина прескачући жице под напоном и кроз прозоре убацивши бомбе, настала је паника и повлачење Немаца, у исто време повукли су се и Хрвати. Четници су 6. септембра прославили рођендан краља Петра у ослобођеној Бањи Ковиљачи.